# Slowenische Botschaft in Berlin

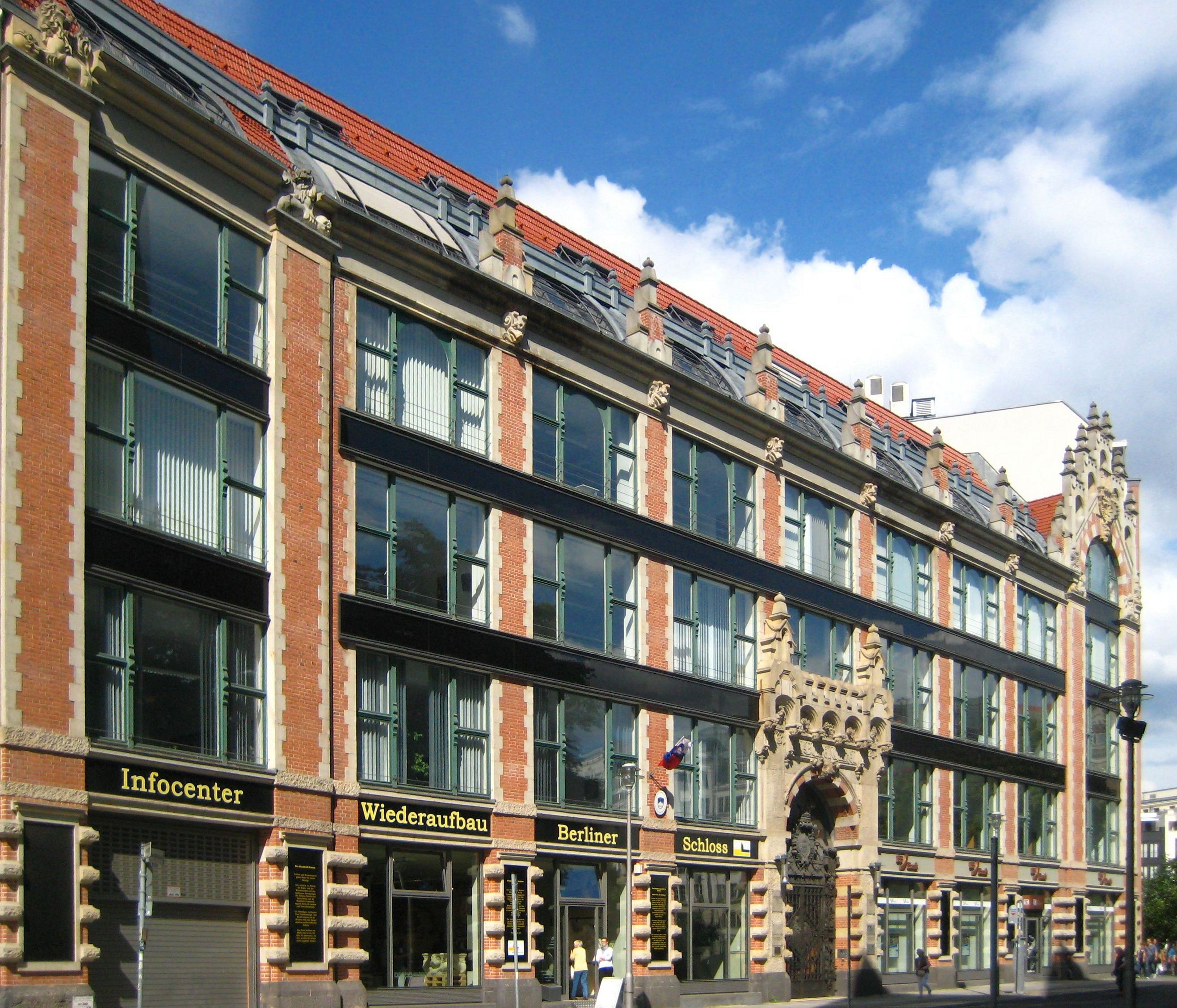
Slowenische Botschaft im Geschäftshaus „Am Bullenwinkel“ am Hausvogteiplatz 3/4

Die Slowenische Botschaft in Berlin (offiziell: Botschaft der Republik Slowenien; slowenisch: Veleposlaništvo Republike Slovenije) ist die diplomatische Vertretung Sloweniens in Deutschland. Sie befindet sich im Berliner Ortsteil Mitte des gleichnamigen Bezirks am Hausvogteiplatz 3/4. Botschafterin ist seit dem 27. September 2022 Ana Polak Petrič. 

## Geschichte
Deutschland erkannte die Republik Slowenien zum 15. Januar 1992 als unabhängigen Staat an und nahm diplomatische Beziehungen auf. Slowenien erwarb als repräsentativen Botschaftssitz das Geschäftshaus Am Bullenwinkel am Hausvogteiplatz 3/4. Das Gebäude war in den Jahren 1892/1893 von der Architektengemeinschaft Alterthum & Zadek nach Plänen ihres Mitarbeiters Gustav Gebhardt  errichtet worden. Es wurde instand gesetzt und weitestgehend auf seine Originalgestalt zurückgebaut.
Die Botschaft nimmt auch die Amtsgeschäfte für Lettland wahr.

## Architektur des Gebäudes

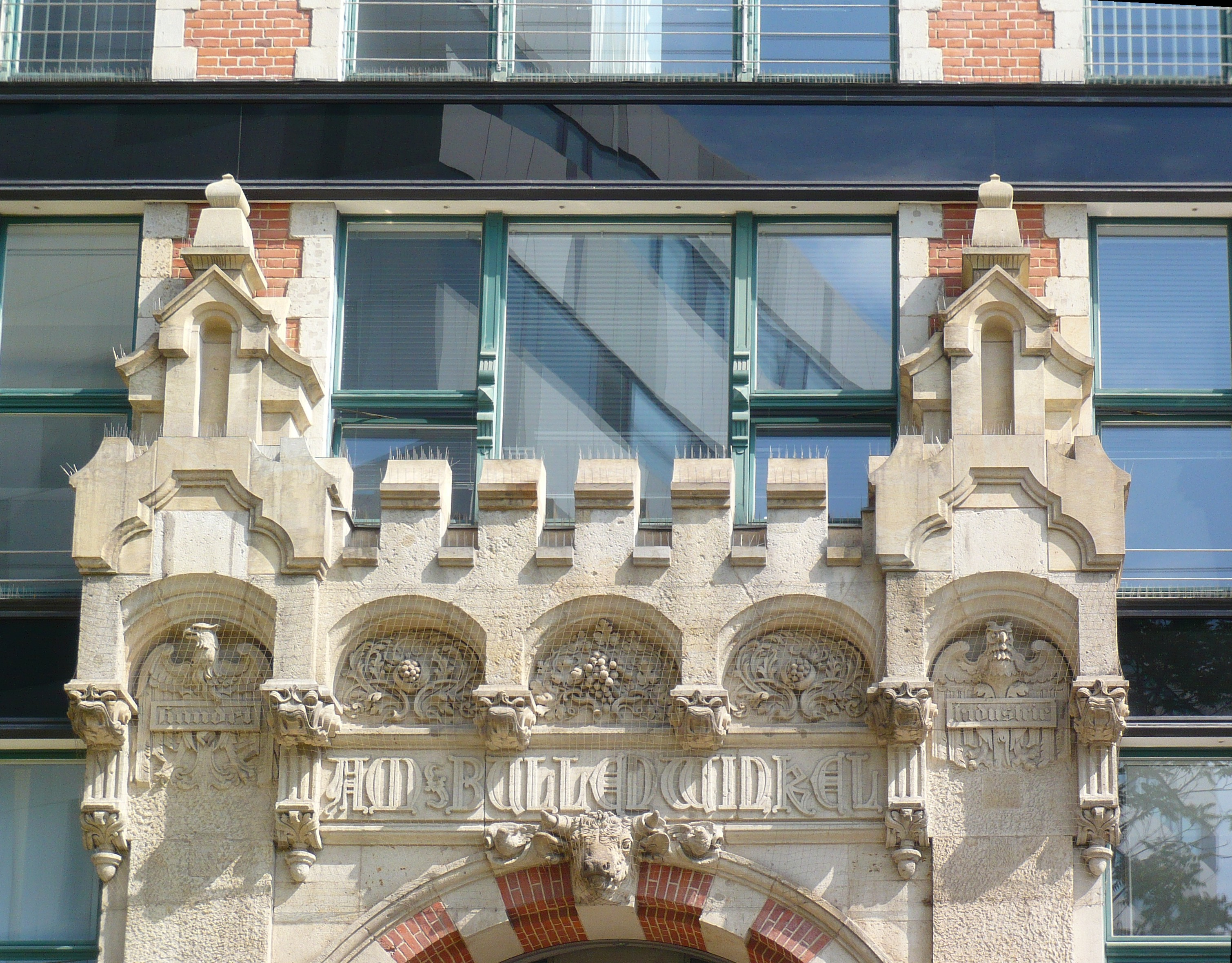
Portalschmuck

Das reich verzierte Gebäude im Jugendstil wurde in den 1960er Jahren um ein Dachgeschoss erhöht und umfasst somit fünf Etagen. Das neunachsige Geschäftshaus besitzt ein rundbogiges Mittelportal, über dem der Kopf eines Bullen im Scheitel des Torbogens platziert ist. Darüber verläuft zwischen den Scheinsäulen der Schriftzug „Am Bullenwinkel“ und wird wiederum von fünf kleinen Rundnischen mit plastischem Bauschmuck begrenzt. Das schmiedeeiserne zweiflügelige Tor endet in einer Kartusche mit der Darstellung einer Kogge. Der genannte Bauschmuck bezieht sich auf den vor der Errichtung des Hauses hier vorhandenen Viehhandel. Die Achse direkt zum Hausvogteiplatz hin ist mit einem Ziergiebel abgesetzt.

## Botschafter
| Amtszeit  | Name               |
| --------- | ------------------ |
| 1992–1997 | Boris Frlec        |
| 1997–2002 | Alfonz Naberžnik   |
| 2002–2004 | Ivo Vajgl          |
| 2004–2008 | Dragoljuba Benčina |
| 2008–2013 | Mitja Drobnič      |
| 2013–2017 | Marta Kos Marko    |
| 2017–2022 | Franc But          |
| seit 2022 | Ana Polak Petrič   |

## Weitere diplomatische Einrichtungen Sloweniens in Deutschland
- Generalkonsulat in München, Lindwurmstraße 14, zuständig für die Bundesländer Baden-Württemberg und Bayern
- Honorarkonsulate in

Bad Soden (Messer-Platz 1), zuständig für die Bundesländer Hessen, Rheinland-Pfalz und Saarland
Hamburg (Große Bleichen 8), zuständig für die Bundesländer Hamburg und Schleswig-Holstein
Dresden (An der Frauenkirche 1), zuständig für die Bundesländer Sachsen und Sachsen-Anhalt
- Vertretung der Slowenischen Tourismuszentrale in München (Maximiliansplatz 12a)